# Терзакис, Ангелос
Ангелос Терзакис (1907, Нафплион — 1979, Афины) — греческий романист и драматург.
В 1915 г. семья Терзакиса переселяется в Афины, где он впоследствии изучает юриспруденцию. В 1925 г., во время обучения в университете, публикует он свой первый сборник рассказов под названием «Забытый». Далее следуют новые рассказы и романы, среди них известнейшие — «Фиалково-синий город», «Принцесса Изабо» и «Без Бога».
Терзакис был некоторое время директором Афинского Национального театра, а с 1944 г. — также его ведущим драматургом. Среди пьес, написанных Терзакисом, на сцене наибольшим успехом пользовались «Император Михаил», «Крест и меч» и, прежде всего, «Феофано». Для своих произведений автор выбирал в основном историческую тематику, прежде всего из византийских времён.
Терзакис был отмечен Государственной театральной премией в 1939 г. и литературной — в 1958 г.
На русском языке издан роман «Принцесса Изабо» — М., 1968; Минск, 1994.